# نصف التاج المئوي
نصف التاج المئوي هو عملة تذكارية لنصف التاج النيوزيلندي صدرت عام 1940 تزامنًا مع الذكرى المئوية لمعاهدة وايتانغي. فاز الفنان النيوزيلندي ليونارد كورنوال ميتشل بمسابقة تصميم برعاية الحكومة عام 1938 لنصف التاج التذكاري، إلى جانب البنس ونصف البنس اللذين صدرا في نفس الوقت. تتميز العملة بامرأة ماورية محاطة بالهندسة المعمارية الماورية التقليدية على يمينها ومنظر طبيعي للمدينة على يسارها وشمس مشرقة خلف رأسها. كان قطر العملة، مثل عملات نصف التاج النيوزيلندية المعاصرة الأخرى، 32 مم ووزنها 14.14 جرامًا، وقد سكتها دار السك الملكية من الفضة عيار 0.500. وعلى عكس تاج وايتانغي، أول إصدار تذكاري لنيوزيلندا، إنتجت كمية كبيرة من 100800 عملة معدنية و إصدرت مباشرة للتداول بالقيمة الاسمية. ومع ذلك، فإن شعبية العملة المعدنية أدت إلى خروجها بسرعة من التداول في المجموعات الخاصة.

## الخلفية
اعتمدت نيوزيلندا عملات محلية عام 1933، بما في ذلك نصف التاج كأكبر فئة متداولة. حملت جميع العملات صورة الملك الحاكم على وجهها، وتصميمًا فريدًا يتضمن أيقونات محلية على ظهرها؛ أما ظهر نصف التاج القياسي، فيحمل شعار النبالة النيوزيلندي محاطًا بنقوش الماوري.
كان من المقرر في الأصل أن تُصدر أول عملة تذكارية للبلاد، تاج وايتانغي، عام 1933، مع إصدار المجموعة الأولى من الفئات. أدت التأخيرات والتعديلات في التصميم إلى إصدارها عام 1935 بأعداد محدودة للغاية، حيث لم يُنتج منها سوى 1128 عملة. بيعت هذه العملة بأسعار أعلى بكثير من قيمتها الاسمية خلال السنوات الأخيرة من الكساد الكبير، مما أدى في النهاية إلى فقدانها شعبيتها بين هواة جمع العملات.
لم يكن واضحًا ما إذا كان تاج وايتانغي يهدف في المقام الأول إلى إحياء ذكرى معاهدة وايتانغي لعام 1840، أو ما إذا كان يهدف ببساطة إلى تتويج مجموعة مماثلة من العملات المعدنية الإثباتية الصادرة. أكدت المعاهدة، التي وقعت في عام 1840 بين العديد من زعماء الماوري والممثل البريطاني ويليام هوبسون، سيادة التاج على نيوزيلندا، التي كانت تتمتع سابقًا بسيطرة سياسية غير واضحة على الجزر بعد إعلان الاستقلال السابق. ستصبح المعاهدة وثيقة دستورية لنيوزيلندا والعلاقة بين الماوري والباكيها، على الرغم من أنها غارقة في الجدل بسبب عدم القدرة على التنفيذ والاختلافات بين النسخ الإنجليزية والماورية للوثيقة. زاد إحياء ذكرى المعاهدة بعد يوم وايتانغي الأول في عام 1934، والذي تميز بالتبرع وتكريس بيت المعاهدة من قبل اللورد بليديسلو.

## التاريخ
شجعت تأخيرات تاج وايتانجي والصعوبات على التخطيط طويل الأجل للعملات التذكارية المستقبلية. بحلول أغسطس 1936، بدأت جمعية العملات النيوزيلندية في متابعة إنشاء عملة تذكارية لإصدارها بمناسبة الذكرى المئوية لمعاهدة وايتانجي، والتي كان يُنظر إليها بشكل متزايد على أنها ذكرى مئوية للبلاد نفسها. اقترح آلان ساذرلاند إنشاء نصف تاج تذكاري يطرح للتداول بالقيمة الاسمية. كانت اللجنة التاريخية الوطنية المعينة من قبل الحكومة متقبلة لمقترح الجمعية، وتعاونت معها لتصميم الإصدار التذكاري. رفضت الإصدارات التذكارية للفئات الأخرى مثل الفلورين لصالح نصف التاج الأكبر، بينما اعتبر إصدار تاج آخر غير مستحسن في أعقاب عملة وايتانغي التذكارية غير الناجحة.

### مسابقة التصميم

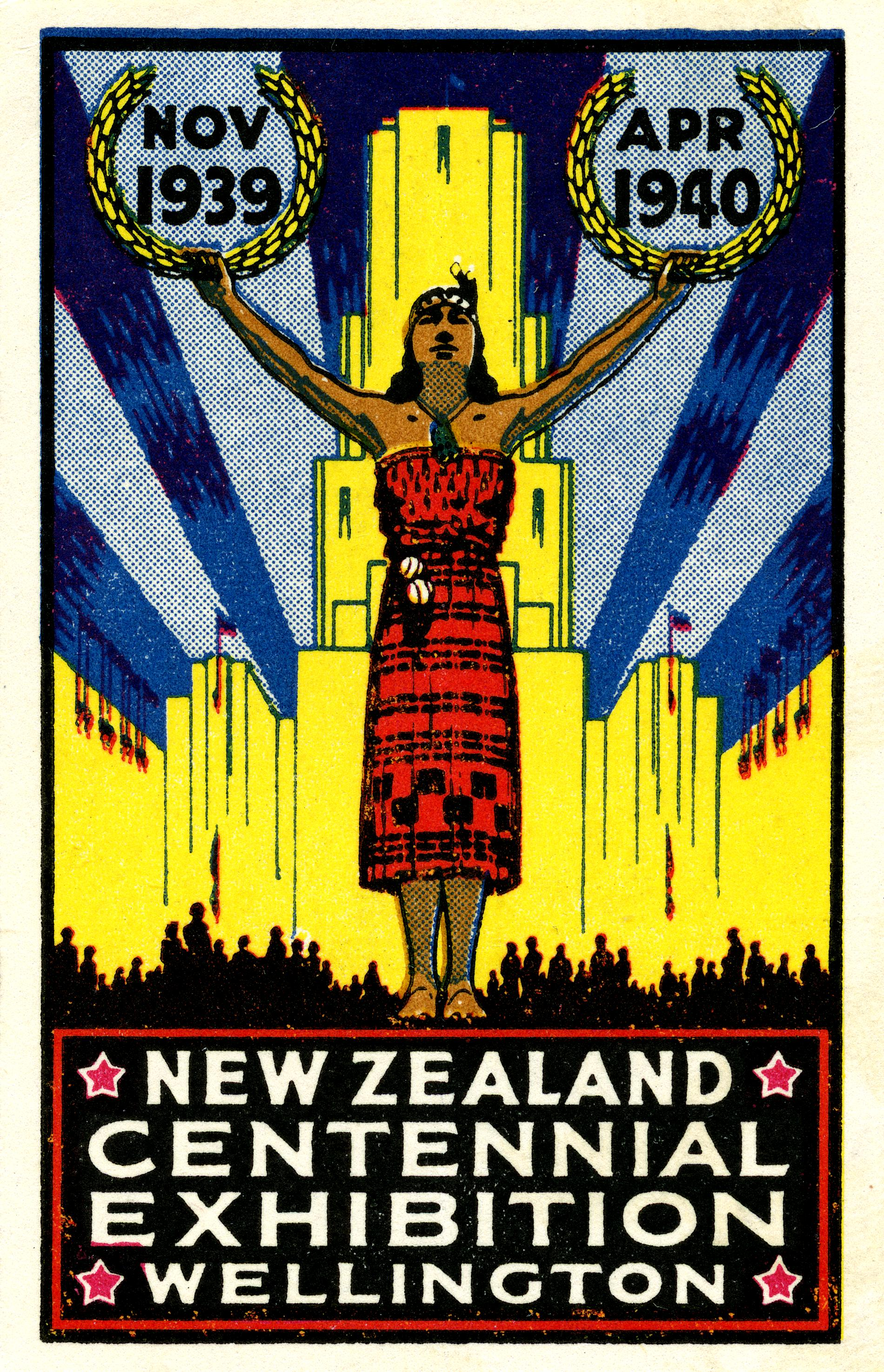
ملصق لمعرض المئوية النيوزيلندية

ابتداءً من أواخر أغسطس 1938، أُقيمت مسابقة لتصميم ظهر نصف التاج التذكاري، إلى جانب فئات البنس ونصف البنس المقترحة. كان من المقرر منح جائزة اسمية قدرها 30 جنيهًا إسترلينيًا لتصميم نصف التاج الفائز، مع شروط التصميم الوحيدة في شكل موضوع عام للذكرى المئوية ونص "مئوية نيوزيلندا: نصف التاج 1840-1940". ومثل العملات النيوزيلندية المعاصرة، سيحمل وجهًا يحمل تمثالًا نصفيًا لجورج السادس من تصميم همفري باجيت. كان لدى الفنانين المحتملين حتى نهاية سبتمبر لتقديم تصاميم من خلال رسومات تخطيطية بمقياس معين. عيّن وزير المالية والتر ناش لجنة اختيار لمراجعة الطلبات المقدمة، تتكون من وزراء مالية مختلفين وأعضاء من جمعية علم العملات. دعي حوالي عشرين فنانًا من نيوزيلندا للمشاركة (مع وجود خمسة منهم على الأقل معروفين بتقديم تصميمات)، إلى جانب مصممي دار سك العملة الملكية البريطانية بيرسي ميتكالف وجورج كروغر غراي، اللذين حصلا على إذن بالمشاركة بسبب عملهما على العملات النيوزيلندية السابقة.
قدّم هاري لينلي ريتشاردسون، أستاذ الفنون ومصمم الطوابع، تصميمًا يُظهر "شابًا مفتول العضلات" متجهًا لأعلى، متسلقًا تلة تحت شمس ساطعة، حاملًا لافتة كُتب عليها "مئوية نيوزيلندا". ويُظهر تصميم النحات فرانسيس شوروك مستعمرًا من أوائل القرن التاسع عشر، يرتدي قبعة عالية، ويصافح طيارًا معاصرًا. دمج تصميم جيمس بيري بين بيت المعاهدة ومسلة موقع هبوط كوك. قدّم كلٌّ من ميتكالف وكروغر غراي مجموعات كاملة من تصاميم العملات المعدنية للمسابقة. ورغم اختلافهما الكبير في الفئات الأخرى، إلا أن تصميميهما لنصف التاج كانا متشابهين للغاية؛ حيث تضمن كلاهما خريطة لنيوزيلندا، مع أن ميتكالف أضاف أيضًا نجوم الصليب الجنوبي.

### نصف تاج ميتشل
اختيرت تصميمات النيوزيلندي ليونارد كورنوال ميتشل لجميع الطوائف الثلاث. تميز تصميمه على شكل نصف تاج بامرأة ماورية ترتدي زي بيوبيو وتقف بذراعيها ممدودتين، محاطة بالهندسة المعمارية الماورية التقليدية على يمينها، بما في ذلك wharepuni (بيت الاجتماع) puhara (نقطة مراقبة)، بجانب شجرة كرنب. على يسارها، يظهر منظر مدينة حديث، وخلف رأسها شمس مشرقة. أثبتت مهمة دار السك الملكية في نقل رسم ميتشل إلى سك العملة صعوبة. وافق المفوض السامي في أغسطس على تعديلات طفيفة على التصميم لاستيعاب النقل. 1939، ودخلت العملة المعدنية الإنتاج. كانت العملة المعدنية شائعة نسبيًا بين الجمهور، واختفت تقريبًا بالكامل من التداول بحلول عام 1941.

## سك العملة والإنتاج
كان للنصب التذكاري المئوي نفس أبعاد نصف التاج النيوزيلندي الآخر، بارتفاع 32 مـم (1.3 بوصة) قطرها ووزنها 14.14 غ (0.5 أونصة) . سُكّت من فضة نقية 0.500، بحافة مصقولة. سُك منها 100,800 قطعة، بما في ذلك عدد غير واضح من القطع النقدية التجريبية. تُعرف ثلاثة نماذج أولية لمجموعة عملات معدنية مقترحة من عام 1940، تحمل نصف التاج. رفضت الحكومة طلب إنتاج مجموعة العملات المعدنية المعبأة.

### الاستشهادات
1. 1 2  Familton، Robert John؛ McLintock، A. H. (1966). "Coinage". An Encyclopaedia of New Zealand. Wellington: R.E. Owen. OCLC:1014037525.
2. 1 2  Stocker 2010، صفحة 182.
3. 1 2  Stocker 2010، صفحات 185-188.
4. ↑  King، Michael (2003). Penguin History of New Zealand. Auckland: دار بنغون للنشر. ص. 151–167.
5. ↑  "Te Tiriti o Waitangi – Treaty of Waitangi". New Zealand Ministry of Justice. 27 مارس 2023. مؤرشف من الأصل في 2025-05-01.
6. ↑  Ministry for Culture and Heritage (31 أكتوبر 2014). "The first Waitangi Day". New Zealand History. مؤرشف من الأصل في 2024-05-22. اطلع عليه بتاريخ 2024-01-05.
7. ↑  Stocker 2010، صفحات 187-188.
8. ↑  Stocker 2011، صفحة 205.
9. ↑  Stocker 2011، صفحات 206-207.
10. 1 2  Stocker 2011، صفحات 207-208.
11. ↑  "Humphrey Paget". The Royal Mint Museum. مؤرشف من الأصل في 2025-03-18. اطلع عليه بتاريخ 2024-01-29.
12. ↑  Stocker 2011، صفحة 208.
13. ↑  Stocker 2011، صفحات 208–210.
14. ↑  Stocker 2011، صفحات 210–211.
15. ↑  Stocker 2011، صفحة 204.
16. ↑  Stocker 2011، صفحات 216-218.
17. ↑  Stocker 2011، صفحة 221.
18. ↑  "Proof Coin - 1/2 Crown, New Zealand, 1940". Museums Victoria Collections. مؤرشف من الأصل في 2024-12-28. اطلع عليه بتاريخ 2024-04-03.
19. ↑  Čuhaj، George S. (2015). Standard Catalog of World Coins: 1900-2000 (ط. 41st). Iola, Wisconsin: Krause Publications. ص. 1633. ISBN:9781440240393.

### الفهرس
- Stocker، Mark (2011). "Completing the Change: The New Zealand Coin Reverses of 1940" (PDF). British Numismatic Journal. ج. 81: 203–222. مؤرشف من الأصل (PDF) في 2024-03-29. اطلع عليه بتاريخ 2024-01-04.
- Stocker، Mark (2010). "The New Zealand 'Waitangi' Crown of 1935" (PDF). British Numismatic Journal. ج. 80: 176–188. مؤرشف من الأصل (PDF) في 2024-08-29. اطلع عليه بتاريخ 2024-01-04.
- Stocker، Mark (2005). "'A Very Satisfactory Series': The 1933 New Zealand Coinage Designs" (PDF). British Numismatic Journal. ج. 75: 142–160. مؤرشف (PDF) من الأصل في 2023-11-08. اطلع عليه بتاريخ 2024-04-03.